# Porolithon
Porolithon, rod crvenih algi smješten u vlastitu potporodicu Porolithoideae, dio porodice Porolithaceae. Postoji 14 priznatih vrsta
Potporodica je opisana 2011. a rod 1909.

## Vrste
1. Porolithon aequinoctiale (Foslie) Foslie
2. Porolithon antillarum (Foslie & M.Howe) Foslie & M.Howe
3. Porolithon castellum E.Y.Dawson
4. Porolithon colliculosum Masaki
5. Porolithon imitatum R.A.Townsend & G.W.Saunders
6. Porolithon improcerum (Foslie & M.Howe) M.Howe
7. Porolithon maneveldtii R.A.Townsend & Huisman
8. Porolithon marshallense W.R.Taylor
9. Porolithon oligocarpum (Foslie) W.H.Adey
10. Porolithon onkodes (Heydrich) Foslie - tip
11. Porolithon penroseae R.A.Townsend & P.W.Gabrielson
12. Porolithon praetextatum (Foslie) Foslie
13. Porolithon sandvicense (Foslie) Foslie
14. Porolithon sonorense E.Y.Dawson